# Gregorio II di Napoli
Gregorio II di Napoli (fl. VIII secolo) è stato Duca di Napoli dal 766 al 794.

## Biografia
Figlio di Stefano II, uno dei duchi più in vista dell'VIII secolo, gli succedette per volontaria abdicazione del padre in seguito all'accentramento dei poteri di duca e di vescovo che egli aveva ottenuto anche grazie all'intervento diretto di Papa Paolo I.
L'unificazione del potere civile, militare e religioso in un'unica persona, unitamente al fatto che Stefano aveva già dei figli, consigliarono per opportunità l'abdicazione in favore del primogenito.
Gregorio resse il Ducato di Napoli sino all'anno della sua morte (794), quando il potere passò nelle mani di Teofilatto II, genero del duca Stefano.